# واشینگتن آن د برازوس (تگزاس)
واشینگتن آن د برازوس (به انگلیسی: Washington-on-the-Brazos) یک منطقهٔ مسکونی در ایالات متحده آمریکا است که در تگزاس واقع شده‌است.